# Pietro Corsini
Pietro Corsini (Firenze, 1335 circa – Avignone, 16 agosto 1405) è stato un cardinale e vescovo cattolico italiano, della ricca famiglia fiorentina dei Corsini, fu vescovo di questa città dal 1363 al 1370, dopo il breve episcopato di Francesco Atti.

## Biografia
Importante figura nella Chiesa del Trecento, prima vescovo di Volterra, poi di Firenze, poi cardinale, fu molto vicino a papa Urbano V, il quale si trovava ad Avignone.
Fiorentino di nascita, della famosa famiglia Corsini, era figlio di Tommaso Corsini e di Ghita degli Albizzi. Era anche cugino di Sant'Andrea Corsini, vescovo di Fiesole.
Trasferito dalla sede di Volterra nella quale era stato eletto nel 1362 nella sua città natale, si prodigò con la sua opera al sostenimento ed alla difesa della diocesi, che tenne dal 1363 al 1370 (il suo predecessore era stato Filippo dell'Antella). Condusse una legazione a Praga, dove dimostrò le sue finissime doti di diplomatico, venendo dichiarato Principe del Sacro Romano Impero da Carlo IV, dal quale ottenne anche il privilegio per lo Studio Fiorentino (il nucleo originario dell'Università di Firenze) di essere riconosciuto come vera e propria Università Generale, valida per l'insegnamento di qualsiasi scienza e con la facoltà di addottorare cioè di dare il titolo di dottore agli studenti che compivano gli studi, aprendo la via all'insegnamento.
Fu eletto da Urbano V cardinale del titolo di San Lorenzo in Damaso il 7 giugno 1370, e lasciò la sede di Firenze, dove gli successe Angelo Ricasoli, per la corte pontificia. Fu Cardinale vescovo di Porto e Santa Rufina dal 1374 fino alla morte avvenuta ad Avignone il 16 agosto 1405.
La sua amicizia con il Papa lo portò ad eseguire numerose ambascerie e missioni diplomatiche durante lo Scisma d'Occidente ed è annoverato fra coloro che riuscirono nell'impresa di far tornare il Papa a Roma. Alla sua morte era l'ultimo superstite delle creazioni cardinalizie di Urbano V.

## Successione apostolica
La successione apostolica è:
- Vescovo Bernardo Guasconi, O.F.M. (1370)
- Vescovo Benedetto Cavalcanti, O.F.M. (1371)